# شب‌های تالادگا: تصنیف ریکی بابی
شب‌های تالادگا یک فیلم به کارگردانی آدام مک‌کی محصول آمریکا در سال ۲۰۰۶ است.

## خلاصه داستان
پسری به نام ریکی بابی از کودکی عاشق رقابت و سرعت بود و همیشه می‌گفت من می‌خواهم تند برونم.
روزی در مدرسه به مناسبت روز حرفه پدران، پدر بابی که راننده ماشین‌های مسابقه‌ای بود با رئیسش دعوا می‌کند و پس از درگیری پدرتامی به او می‌گوید (تو برنده‌ای، اگه اول نشی آخر میشی)سپس می‌رود. او در بزرگسالی در پیست مسابقه تالادگا تبدیل به یک راننده حرفه‌ای می‌شود سپس با دختری زیبا و جذاب به اسم کارلی ازدواج می‌کند و صاحب دو پسر می‌شود و…